# Samuel Dumoulin
Pour les articles homonymes, voir Dumoulin.

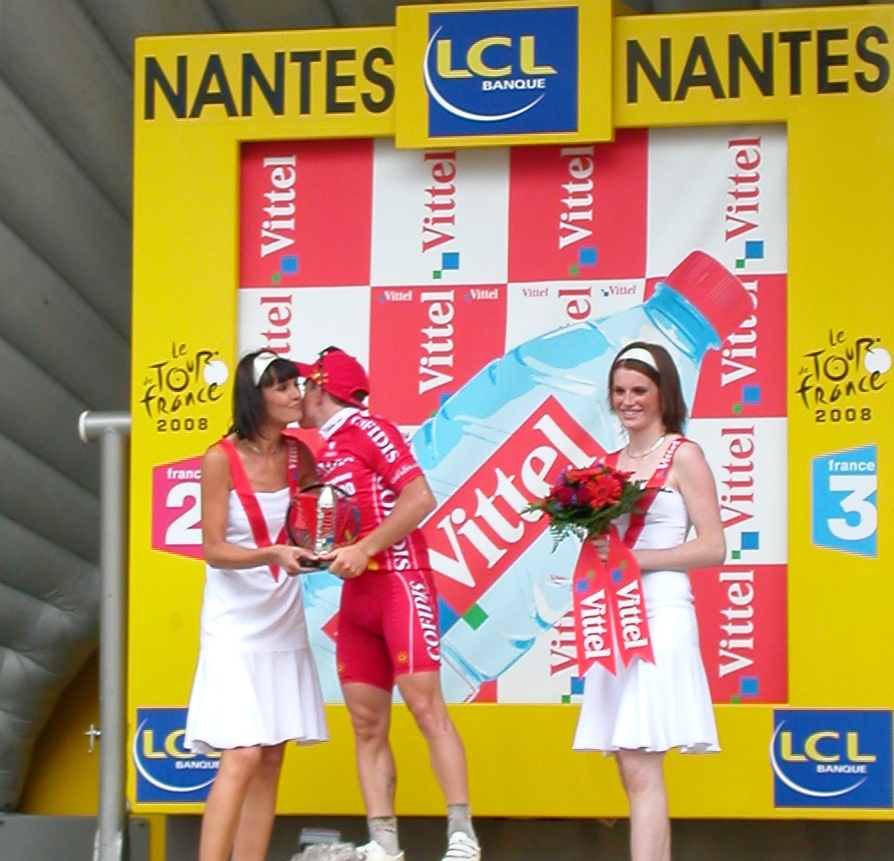
Samuel Dumoulin, sur le podium de la 3e étape du Tour de France 2008

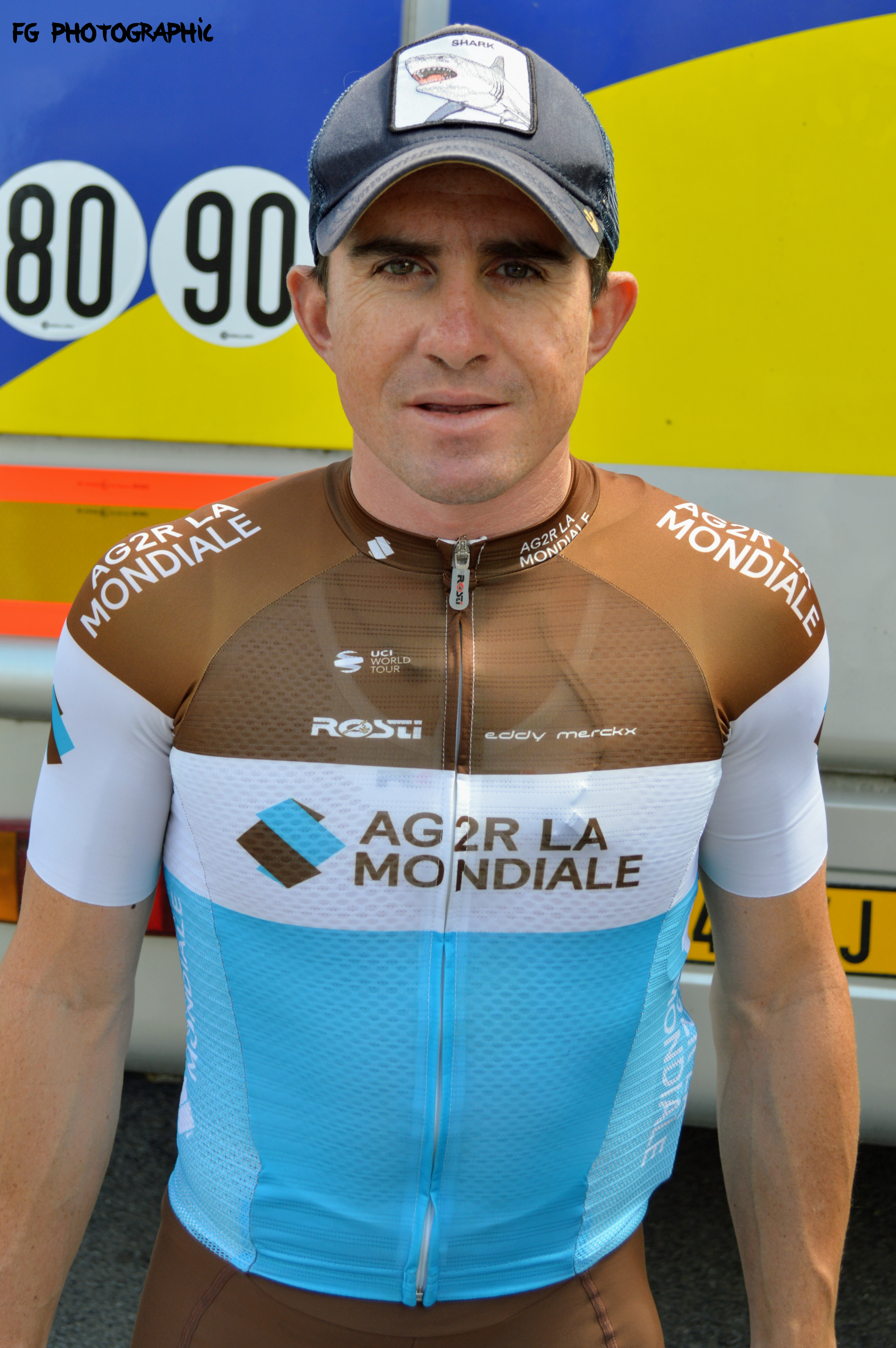
Samuel Dumoulin en juin 2019

Samuel Dumoulin, né le 20 août 1980 à Vénissieux, est un coureur cycliste et directeur sportif français. Professionnel de 2002 à 2019, il a notamment remporté la 3e étape du Tour de France 2008.

## Biographie

### Carrière cycliste

#### Parcours chez les amateurs
Chez les amateurs avec le Tonic Cyclo Club Ternay, Samuel Dumoulin gagne un titre de champion de France cadets en 1996. 
Sociétaire du VC Lyon-Vaulx-en-Velin, il remporte plusieurs victoires avec ce club. Il s'impose notamment lors de Paris-Tours espoirs et Paris-Auxerre en 2001. Cette même année il glane aussi des succès sur des étapes du Tour de Savoie et du Tour de l'Ain. Ces bons résultats lui permettent de décrocher un contrat de stagiaire dans l'équipe La Française des jeux que dirige Marc Madiot. C'est cependant avec la formation Jean Delatour que Samuel Dumoulin passe professionnel l'année suivante.

#### Carrière professionnelle

##### 2002-2003: Jean Delatour
Pour ses premiers pas à ce niveau il s'adjuge sa première victoire au Prix d'Armorique en Bretagne puis remporte une étape du Tour de l'Avenir. Il s'essaye aussi aux épreuves sur piste et s'octroie une médaille d'argent lors du championnat de France de demi-fond.
La saison suivante il confirme son talent en gagnant le Tro Bro Leon et le classement général du Tour de Normandie au premier semestre. Il participe pour la première fois au Tour de France et boucle l'épreuve en 141e position. Quelques mois plus tard il remporte deux étapes du Tour de l'Avenir. Il devient également champion de France du demi-fond.

##### 2004-2007: AG2R Prévoyance
En 2004 il s'adjuge le Tro Bro Leon mais doit abandonner sur le Tour de France en raison d'une chute causée par un chien. Cette chute lui occasionne une fracture et entraine une convalescence de quatre mois qui le prive également de la fin de saison 2004.
Revenu à la compétition en 2005, il gagne cette année-là des étapes au Critérium du Dauphiné libéré et au Tour du Limousin. Il glane également un second titre de champion de France du demi-fond.
Au cours de l'année 2006 il s'impose au printemps lors de la Route Adélie, il finit aussi troisième du Grand Prix de Plumelec-Morbihan et septième de la Vattenfall Cyclassics en Allemagne. Par ailleurs, il dispute une nouvelle fois le Tour de France qu'il termine en 119e position.

##### 2008-2012: Cofidis
En 2008, il rejoint l'équipe Cofidis. Sur le Tour de France 2008, après une longue échappée de près de 200 kilomètres à Nantes, il remporte la troisième étape, devant William Frischkorn et Romain Feillu, ses compagnons d'échappée.
Il commence sa saison 2010 par une victoire lors de la première étape de la Tropicale Amissa Bongo. Quelques jours plus tard, il prend la troisième place du Grand Prix d'ouverture La Marseillaise, première manche de la Coupe de France 2010. La semaine suivante, il remporte la troisième étape et le classement général de l'Étoile de Bessèges. Il termine son mois de février en remportant le Gran Premio dell'Insubria au sprint devant l'Espagnol José Joaquín Rojas et l'Irlandais Nicolas Roche.
2011 le voit triompher à deux reprises sur le Tour de Catalogne dont il remporte les cinquième et septième étapes. Samuel Dumoulin s'adjuge également le classement général de Paris-Corrèze (ainsi que la première étape de l'épreuve), la troisième étape de l'Étoile de Bessèges et la première du Tour du Haut-Var la même année.
En 2012, il gagne le Grand Prix d'ouverture La Marseillaise et le classement général de la Coupe de France de cyclisme.
En fin de saison, il s'engage avec la formation AG2R La Mondiale, dirigée par son beau-père, Vincent Lavenu.

##### 2013-2019: AG2R La Mondiale
En 2013, il remporte la 5e étape de l'Étoile de Bessèges et le Grand Prix de Plumelec-Morbihan. En octobre, il est deuxième du Tour de Vendée, ce qui lui permet de s'adjuger pour la deuxième fois consécutive la Coupe de France de cyclisme.
Il ne remporte aucune victoire en 2014 mais décroche tout de même quelques accessits sur des épreuves comme le Tour du Haut-Var et Paris-Camembert qu'il termine en seconde position. Il est aussi troisième du Grand Prix d'ouverture La Marseillaise en début d'année. 
Au premier trimestre de la saison 2015, il s'impose en solitaire lors de la Drôme Classic et renoue avec un succès qui le fuyait depuis plus d'un an. S'estimant en méforme il renonce à participer au Tour de France pour la première fois depuis 2007.
En 2016, il remporte trois manches de Coupe de France consécutives en levant les bras sur la Roue tourangelle, au Grand Prix de Plumelec-Morbihan puis aux Boucles de l'Aulne et prend alors la tête du classement général,. Au mois d'août il prolonge de deux ans le contrat qui le lie à la formation AG2R La Mondiale. Quelques semaines plus tard il s'adjuge le Tour du Doubs devant Baptiste Planckaert et Thibault Ferasse. Il figure dans la sélection française constituée pour le premier championnat d'Europe sur route professionnel disputé à Plumelec dont il prend à l'arrivée la quatrième place. Début octobre, il est deuxième du Tour de Vendée, ce qui lui permet de décrocher pour la troisième fois le classement général de la Coupe de France de cyclisme.
Au premier semestre 2017 il gagne la première étape du Tour du Haut-Var, termine deuxième de Paris-Camembert et troisième du Grand Prix de Plumelec-Morbihan. Durant l'été il se signale par une seconde place glanée au sprint derrière Nacer Bouhanni lors d'une étape du Tour de l'Ain. Sur cette course à étapes, il subit un malaise au cours d'une étape. Ayant un temps perdu connaissance, il est également atteint d'un traumatisme crânien.
En juillet 2018, il est sélectionné par Cyrille Guimard pour représenter la France aux championnats d'Europe de cyclisme sur route le mois suivant. En août, il se classe sixième de la Polynormande remportée par Pierre-Luc Périchon et termine 46e du championnat d'Europe à Glasgow.
Au premier semestre de l'année 2019, il annonce qu'il compte mettre fin à sa carrière de coureur cycliste comme ses compatriotes Yohann Gène et Romain Feillu. Fin juin, il arrête sa carrière après le championnat de France.

### L'après-carrière
Alors qu'il devait devenir sélectionneur de l'équipe de France, Thomas Voeckler lui est finalement préféré. En 2020, il devient directeur sportif de l'équipe B&B Hotels-Vital Concept.

### Vie privée
En 2008, il a épousé Magalie Lavenu, fille de Vincent Lavenu directeur sportif de l'équipe AG2R La Mondiale.

## Style
Samuel Dumoulin mesure 1,59 m, ce qui fait de lui l'un des coureurs les plus petits du peloton. Cette particularité le contraint à utiliser un grand plateau de 50 dents. 

## Palmarès et classements mondiaux

### Palmarès amateur
| - 1996 - Champion de France sur route cadets - 1998 - Tour de la Vallée de la Trambouze - 1999 - 2e étape du Tour Rhône-Ouvèze - 2e étape de La Tucana Vauclusienne - 2000 - 1re étape de la Transversale des As de l'Ain - Prix de Remiremont - 2e étape du Tour des Alpes-de-Haute-Provence - 2e de Bourg-Hauteville-Bourg | - 2001 - Prologue de la Ronde de l'Isard - 2e étape du Tour de Savoie - 1re étape du Tour de l'Ain - Paris-Auxerre - Paris-Tours espoirs - 2e de la Ronde mayennaise - 8e du championnat d'Europe sur route espoirs |

### Palmarès professionnel
| - 2002 - 4e étape du Tour de l'Avenir - Prix d'Armorique - 2e du championnat de France de demi-fond - 2003 - Champion de France du demi-fond - Tro Bro Leon - 4e et 10e étapes du Tour de l'Avenir - Classement général du Tour de Normandie - 2e du Tour de l'Ain - 3e du Tour de l'Avenir - 2004 - Tro Bro Leon - 2005 - Champion de France du demi-fond - 2e étape du Critérium du Dauphiné libéré - 2e étape du Tour du Limousin - 2e du Tour du Limousin - 2006 - Route Adélie - 3e du Grand Prix de Plumelec-Morbihan - 7e de la Vattenfall Cyclassics - 2008 - 2e étape du Circuit de la Sarthe - 3e étape du Tour de France - 2e et 5e étapes du Tour du Poitou-Charentes - 9e de la Vattenfall Cyclassics - 2009 - 2e étape du Tour du Limousin - 3e du Gran Premio dell'Insubria - 7e du Grand Prix de Plouay - 2010 - 1re étape de la Tropicale Amissa Bongo - Étoile de Bessèges : - Classement général - 3e étape - Gran Premio dell'Insubria - 6e étape du Tour de Catalogne - 3e étape du Circuit de la Sarthe - 3e du Grand Prix d'ouverture La Marseillaise - 2011 - 3e étape de l'Étoile de Bessèges - 5e et 7e étapes du Tour de Catalogne - 1re étape du Tour du Haut-Var - Paris-Corrèze : - Classement général - 1re étape - 3e du Hel van het Mergelland - 3e de la London-Surrey Cycle Classic | - 2012 - Vainqueur de la Coupe de France de cyclisme - Grand Prix d'ouverture La Marseillaise - 2e du Tour du Finistère - 2e du Grand Prix de Plumelec-Morbihan - 2e de la Polynormande - 9e du Grand Prix de Plouay - 2013 - Vainqueur de la Coupe de France de cyclisme - 5e étape de l'Étoile de Bessèges - Grand Prix de Plumelec-Morbihan - 2e du Grand Prix d'ouverture La Marseillaise - 2e du Tour de Vendée - 3e du Grand Prix de Plouay - 3e de Paris-Bourges - 2014 - 2e du Tour du Haut-Var - 2e de Paris-Camembert - 3e du Grand Prix d'ouverture La Marseillaise - 2015 - Drôme Classic - 3e de Paris-Camembert - 2016 - Vainqueur de la Coupe de France de cyclisme - Roue tourangelle - Grand Prix de Plumelec-Morbihan - Boucles de l'Aulne - Tour du Doubs - 2e du Tour du Finistère - 2e du Tour de Vendée - 3e de la Route Adélie de Vitré - 4e du championnat d'Europe sur route - 2017 - 1re étape du Tour du Haut-Var - 2e de Paris-Camembert - 3e du Grand Prix de Plumelec-Morbihan - 2018 - 2e de la Roue tourangelle - 3e du Grand Prix de Plumelec-Morbihan |

### Résultats sur les grands tours

#### Tour de France
12 participations
- 2003 : 141e
- 2004 : abandon (9e étape)
- 2005 : 114e
- 2006 : 119e
- 2008 : 114e, vainqueur de la 3e étape
- 2009 : 139e
- 2010 : non-partant (12e étape)
- 2011 : 162e
- 2012 : 107e
- 2013 : 143e
- 2014 : 90e
- 2016 : 130e

#### Tour d'Espagne

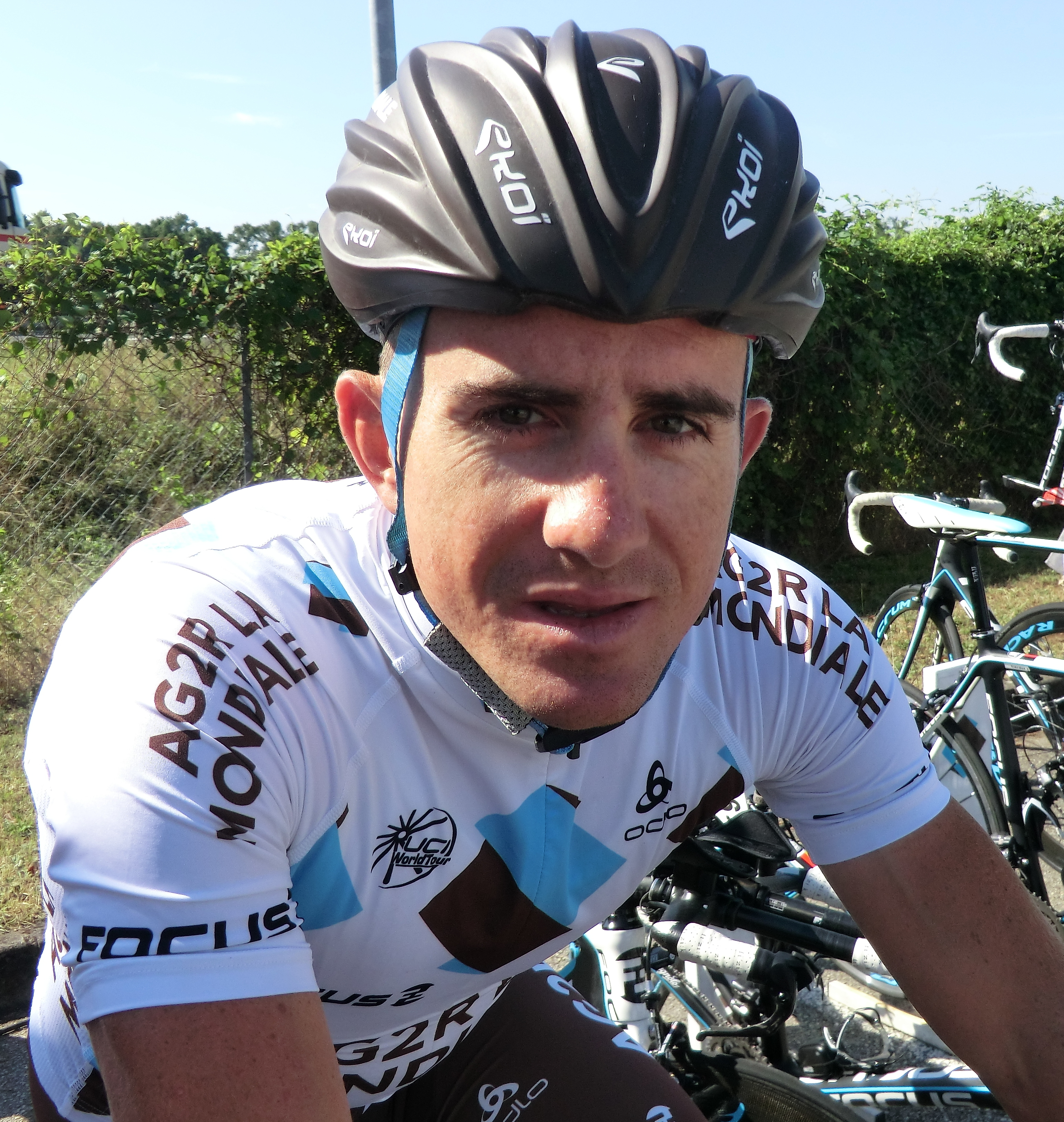
Samuel Dumoulin lors du Tour de l'Ain 2013.

1 participation
- 2010 : 124e

### Classements mondiaux
| Année                  | 2005 | 2006 | 2007 | 2008 | 2009 | 2010 | 2011 | 2012 | 2013 | 2014 | 2015 | 2016 |
| ---------------------- | ---- | ---- | ---- | ---- | ---- | ---- | ---- | ---- | ---- | ---- | ---- | ---- |
| Classement ProTour     |      | 118e | 231e | 104e |      |      |      |      |      |      |      |      |
| Calendrier mondial UCI |      |      |      |      | 131e | 175e |      |      |      |      |      |      |
| UCI World Tour         |      |      |      |      |      |      |      |      | 77e  | 150e | 171e | 204e |
| UCI Africa Tour        |      |      |      |      |      | 24e  |      |      |      |      |      |      |
| UCI Europe Tour        | 83e  |      |      |      |      | 20e  | 24e  | 7e   |      |      |      | 6e   |
| UCI Oceania Tour       | 28e  |      |      |      |      |      |      |      |      |      |      |      |